# ロプ県
ロプ県（ロプけん、ウイグル語：لوپ）は、中華人民共和国新疆ウイグル自治区ホータン地区に位置する県。

## 歴史
この地域は古来よりホータン王国が治めていた。漢代になり、西域都護府の管轄に入る。シルクロード南ルートの要衝となり、経済発展の中心となった時期もある。清代、1883年（光緒9年）にホータン直隷州の管轄となる。1902年（光緒28年）8月、ロプ県が設置された。中華民国の期間は、ホータン区行政長公署の管轄となった。
1950年、ホータン専員公署の管轄に属す。1969年4月、ホータン地区革命委員会管轄となる。1979年6月、ホータン地区行政公署の管轄となる。2010年5月25日、自治区政府がアチク郷設立。2014年10月21日、サムプル郷を廃しサムプル鎮設立。2018年、ロプ県の一部をホータン市に編入。2020年11月に、ロプ県は貧困県リスト脱出の条件を満たし、正式にリストから外れた。

## 人口
総人口は約24.1万人、そのうち、ウイグル族、漢民族、回族、満州族、カザフ族、モンゴル族、チベット族、チャン族、ヤオ族、イ族、トゥチャ族など12の民族が居住している。

## 行政区画
1街道、2鎮、7郷を管轄：
- 街道弁事処：城区街道
- 鎮：ロプ鎮（洛浦鎮）、サムプル鎮（山普魯鎮）
- 郷：ブヤ郷（布亜郷）、チャルバグ郷（恰爾巴格郷）、ハンギヤ郷（杭桂郷）、ドル郷（多魯郷）、ナワ郷（納瓦郷）、バイシトグラク郷（拝什托格拉克郷）、アチク郷（阿其克郷）

## 交通

### 鉄道
- 中国国家鉄路集団
  - 和若線

### 道路
- 高速道路
  -  吐和高速道路
- 国道
  - G315国道
  - G580国道

## 観光
- アクセペル遺跡（阿克斯皮力古城）：ロプ県市街から西へ17キロの砂漠辺縁にあり、ハンギヤ郷（杭桂郷）まで3キロ。アクセペルはウイグル語で「白い城」または「白い城壁」を意味する。1957年に自治区重点文物保護単位に設定された[2]。
- サムプル古墓葬群（山普魯古墓葬群）：ロプ県市街から西へ11キロにあり、サムプル鎮（山普魯鎮）から南へ4キロの台地上にある。墓葬群は東西に約4キロ、南北に約1キロの大きさで、アオギリ（梧桐）製の棺が出土している。
- ロプ県博物館（洛浦県博物館）：ホータン王国の遺物などが所蔵されている。